# Xorides planus
Xorides planus là một loài tò vò trong họ Ichneumonidae.